# Димитри Иванов
Димитри Константинов Иванов (наричан от приятелите „Джимо“) е български журналист и преводач.

## Журналист
Негов кръстник е пилотът-изтребител Димитър Списаревски.
Дълги години работи в БТА. След това представя новините в предаването на БНТ „Всяка неделя“. Сред водещите на седмичното обзорно политическо предаване „Панорама“. След 1989 г. заедно с Тома Томов води седмичното предаване „Наблюдател“. Прави много интервюта със световноизвестни политици, писатели и журналисти.
В един кратък период Иванов пише в притурката „Капитал LIGHT“, която по това време се казва „КАПИТЕЛ“.
Дълги години е колумнист във в-к „Сега“, където рубриката му е на границата между художествената литература и публицистиката. Анализите му са изпълнени с лични спомени за събития и хора.
През 2002 г. получава орден „Стара планина“ за „изключителните [си] заслуги в областта на журналистиката и по повод 70 години от рождението [си]“.
В края на 2004 г. получава наградата „Черноризец Храбър“ за цялостно творчество.
През юни 2008 г. на фестивала Mediamix'08 в Албена получава награда за цялостен принос в медиите.
По случай неговата деветдесетгодишнина Димитри Иванов е обявен за почетен гражданин на Асеновград.

## Преводач
Димитри Иванов е превел от английски език много творби на американски писатели. Автор е на предговори и послеслови към романи, повести и сборници с разкази.

### Преводи
- Ърнест Хемингуей, Фиеста, роман, 1964
- Алън Силитоу, Ключ за вратата, роман, 1965 (с Александър Стефанов)
- Франсис Скот Фицджералд, Нежна е нощта, роман, 1967, 1978, 1980, 1992, 2001
- Ърнест Хемингуей, Безкраен празник, спомени, 1967, 1980
- Ърнест Хемингуей, Зелените хълмове на Африка, повест, 1968, 1979, 1987, 2011
- Морис Уест, Посланикът, роман, 1968
- Арнолд Уескър, Четирите годишни времена, пиеса, 1970
- Уилям Голдинг, Повелителят на мухите, роман, 1979, 1982, 2003, 2005
- Ърнест Хемингуей, За кого бие камбаната, роман, 1979, 2011
- Ърнест Хемингуей, И изгрява слънце – Фиеста, роман, 1980
- Труман Капоти, Музика за хамелеони, разкази и повест, 1981, 2007
- Джеймс Олдридж, Довиждане анти-Америка, роман, 1981
- Лилиан Хелман, Може би, повест, 1981
- Ърнест Хемингуей, Старецът и морето, повест и разкази, 1982
- Ърнест Хемингуей, Избрани творби в 3 тома, 1989
- Джордж Буш (в сътрудничество с Виктор Голд), С поглед напред, автобиография, 1991
- Джек Лондон, Малката стопанка на голямата къща, роман, 2001, 2006 (с Нели Доспевска)
- Ърнест Хемингуей, Старецът и морето, повест, 2008
- Ърнест Хемингуей, Сбогом на оръжията, роман, 2008
- Ърнест Хемингуей, Слънце изгрява – Фиеста, роман, 2008

### Предговори и послеслови
- Уилям Голдинг, Повелителят на мухите, роман, 1979, 1982
- Ърнест Хемингуей, За кого бие камбаната, роман, 1979
- Гор Видал, Калки, роман, 1979
- Агата Кристи, Свидетел на обвинението, разкази, 1979
- Робърт М. Пърсиг, Дзен и изкуството да се поддържа мотоциклет. Изследване на ценностите, роман, 1980
- Джеймс Олдридж, Довиждане анти-Америка, роман, 1981
- Лилиан Хелман, Може би, повест, 1981
- Греъм Грийн, Доктор Фишер от Женева или бомбената вечеря, роман, 1981
- Джеймс Лио Хърлихи, Среднощен каубой, роман, 1981
- Мери Шели, Франкенщайн или новият Прометей, роман, 1981
- Ъруин Шоу, Богат, беден, роман, 1981, 1988
- Ърнест Хемингуей, Старецът и морето, повест и разкази, 1982
- Рей Бредбъри, 451° по Фаренхайт, роман, 1982
- Уилям Уортън, Пилето, роман, 1982
- Едгар Лорънс Доктороу, Езерото на Гмурците, роман, 1982
- Чабуа Амиреджиби, Дата Туташхиа, роман, 1983
- Труман Капоти, Хладнокръвно, избрано, 1984
- Съмърсет Моъм, Театър, роман, 1984
- Пелъм Гренвил Удхаус, Стрихнин в супата, разкази, 1984
- Патрик Уайт, Окото на бурята, роман, 1984
- Робърт Лъдлъм, Ръкописът на Чансълър, роман, 1984
- Теодор Драйзер, Американска трагедия, роман, 1984
- Джеймс Хадли Чейс, Свидетели няма да има, роман, 1984
- Ърнест Хемингуей, Избрани писма и стихове, 1985
- Томас Улф, Паяжината и скалата, роман, 1985
- Уилям Уортън, Отбой в полунощ, роман, 1986
- Елия Казан, Споразумението, роман, 1986
- Ърнест Хемингуей, Зелените хълмове на Африка, повест, 1987
- Уилям Стайрън, Дългият поход, повест, 1987
- Айра Левин, Момчетата от Бразилия; Степфордските съпруги; Предсмъртна целувка, романи, 1987
- Артър Хейли, Окончателната диагноза, роман, 1988, 1992
- Съмърсет Моъм, Избрани творби в 3 тома, 1988
- Бенет Сърф, Пъстър свят, спомени, 1988
- Ърнест Хемингуей, Избрани творби в 3 тома, 1989
- Гор Видал, На живо от Голгота, роман, 1993
- Робърт М. Пърсиг, Лайла. Изследване на нравствеността, роман, 1993
- Майкъл Крайтън, Изгряващо слънце, роман, 1993
- Томас Улф, Погледни към дома, ангеле. История на погребания живот, том 1 – 2, 1995
- Съмърсет Моъм, Равносметката, мемоари, 2001

### Писатели в превод и/или коментар на Димитри Иванов
- Чабуа Амираджиби
- Рей Бредбъри
- Джордж Буш
- Гор Видал
- Уилям Голдинг
- Греъм Грийн
- Едгар Лорънс Доктороу
- Теодор Драйзер
- Елия Казан
- Труман Капоти
- Майкъл Крайтън
- Агата Кристи
- Айра Левин
- Джек Лондон
- Робърт Лъдлъм
- Съмърсет Моъм
- Джеймс Олдридж
- Робърт М. Пърсиг
- Алън Силитоу
- Уилям Стайрън
- Бенет Сърф
- Патрик Уайт
- Пелъм Гренвил Удхаус
- Арнолд Уескър
- Морис Уест
- Томас Улф
- Уилям Уортън
- Франсис Скот Фицджералд
- Артър Хейли
- Лилиан Хелман
- Ърнест Хемингуей
- Джеймс Лио Хърлихи
- Джеймс Хадли Чейс
- Мери Шели
- Ъруин Шоу

## Агентурна дейност
Димитри Иванов публично обявява през 2004, че е имал връзки с тайните служби. При проверката на БНТ от Комисията по досиетата през 2008 се доказва, че между 1960 и 1984 година той е работил като агент на Второ и Шесто управление на Държавна сигурност под псевдонима Стефан.. През 2009 е проверен и като сътрудник на в. „Сега“ .

## Филмография
- Горещи следи (1985), 4 серии